# 中沢村 (長野県)
中沢村（なかざわむら）は長野県上伊那郡にあった村。現在の駒ヶ根市大字中沢にあたる。

## 地理
- 山：戸倉山（伊那富士）
- 河川：天竜川

## 歴史
- 1875年（明治8年）1月23日 - 筑摩県伊那郡本曽倉村・高見村・菅沼村・吉瀬村・中曽倉村・中山村・大曽倉村・永見山村が合併して中沢村となる。
- 1876年（明治9年）8月21日 - 長野県の所属となる。
- 1879年（明治12年）1月4日 - 郡区町村編制法の施行により上伊那郡の所属となる。
- 1889年（明治22年）4月1日 - 町村制の施行により、中沢村が単独で自治体を形成。
- 1954年（昭和29年）4月1日 - 赤穂町・宮田町・伊那村と合併して駒ヶ根市が発足。同日中沢村廃止。